# فرانشيسكا نيري
فرانشيسكا نيري (بالإيطالية: Francesca Neri)‏ مواليد 10 فبراير 1964 في ترينتو، إيطاليا، هي ممثلة إيطالية بدأت مسيرتها الفنية عام 1986.

## الأعمال
- 2001: هانيبال
- 2002: الأضرار الجانبية

## وصلات خارجية
- فرانشيسكا نيري على موقع IMDb (الإنجليزية)
- فرانشيسكا نيري على موقع ألو سيني (الفرنسية)
- فرانشيسكا نيري على موقع أول موفي (الإنجليزية)
- فرانشيسكا نيري على موقع قاعدة بيانات الأفلام السويدية (السويدية)
- فرانشيسكا نيري على موقع إن إن دي بي (الإنجليزية)
- فرانشيسكا نيري على موقع ديسكوغز (الإنجليزية)
- فرانشيسكا نيري على موقع قاعدة بيانات الفيلم (الإنجليزية)
- فرانشيسكا نيري على موقع كينوبويسك (الروسية)